# Trachyandra aridimontana
Trachyandra aridimontana là một loài thực vật có hoa trong họ Thích diệp thụ. Loài này được J.C.Manning miêu tả khoa học đầu tiên năm 1990.